# Tri-ethylfosfaat
Tri-ethylfosfaat is een ester van fosforzuur, met name de tri-ester van fosforzuur en ethanol. Het is een kleurloze vloeistof, die volledig mengbaar is met water.

## Synthese
Tri-ethylfosfaat kan men op verschillende manieren produceren, waaronder:
- De reactie van fosforoxychloride (POCl3) met ethanol. Het zoutzuur (HCl) dat daarbij ontstaat moet uit het reactiemengsel verwijderd worden omdat de ester in een zuur midden kan ontbinden.[1]
- De oxidatie van tri-ethylfosfiet. Carl Zimmermann voerde dit reeds uit in 1875: hij oxideerde tri-ethylfosfiet tot tri-ethylfosfaat door er lucht doorheen te leiden gedurende 71 dagen.[2] De reactietijd kan verkort worden door kleine hoeveelheden waterstofperoxide of organische peroxiden te gebruiken.[3]

## Toepassingen
- Katalysator bij de productie van azijnzuuranhydride via het "keteenproces" (ook wel "Wackerproces" genoemd).[4] Azijnzuur wordt in aanwezigheid van tri-ethylfosfaat bij 700-750 °C en onder verlaagde druk ontbonden in keteen en water:

{\displaystyle {\ce {CH3COOH -> CH2=C=O + H2O}}}
Het keteen wordt daarna in azijnzuur geleid en bij 45-55°C en onder lage druk omgezet in azijnzuuranhydride:
{\displaystyle {\ce {H3C=C=O + CH3COOH -> (CH3CO)2O}}}
- Intermediair product bij de synthese van andere scheikundige verbindingen, waaronder insecticiden zoals tetraethylpyrofosfaat.[5] Deze fosfaatinsecticiden zijn vaak giftige stoffen die het zenuwstelsel kunnen aantasten en daarom niet meer zijn toegelaten
- Vlamvertrager voor plastics
- Oplosmiddel en weekmaker voor celluloseacetaat en andere plastics en harsen
- Lakverfverwijderaar
- Antischuimmiddel
- Reagens in alkyleringsreacties (in casu ethylering)
- Het wordt aan mogelijk explosieve organische peroxiden toegevoegd om deze minder gevoelig te maken voor impact